# Субботина, Евгения Константиновна
Евге́ния Константи́новна Суббо́тина (род. 30 октября 1989) — российская легкоатлетка, специалистка по бегу на средние дистанции. Выступала за сборную России по лёгкой атлетике в середине 2010-х годов, победительница молодёжного чемпионата Европы, чемпионка России в беге на 800 метров, участница чемпионата мира в Пекине. Представляла Москву и Пермский край. Мастер спорта России международного класса.

## Биография
Евгения Субботина родилась 30 октября 1989 года.
Занималась бегом под руководством тренеров Александра Сергеевича Попова и Елены Ивановны Поповой.
Впервые заявила о себе в лёгкой атлетике на международной арене в сезоне 2011 года, когда вошла в состав российской национальной сборной и выступила на молодёжном чемпионате Европы в Остраве, где вместе со своими соотечественницами Екатериной Ефимовой, Юлией Тереховой и Ольгой Топильской одержала победу в эстафете 4 × 400 метров.
В 2012 году окончила Чайковский государственный институт физической культуры.
В 2014 году как спортсменка вышла на взрослый уровень. Так, на чемпионате России в Казани в составе команды Пермского края стала серебряной призёркой в эстафете 4 × 400 метров и выиграла бронзовую медаль в беге на 800 метров (впоследствии в связи с дисквалификацией Светланы Карамашевой переместилась в итоговом протоколе на вторую строку).
На чемпионате России 2015 года в Чебоксарах финишировала второй в беге на 800 метров позади Анастасии Баздыревой (позже Баздырева была дисквалифицирована за допинг, и Субботина таким образом стала чемпионкой). В той же дисциплине представляла Россию на чемпионате мира в Пекине, но здесь с результатом 2:01,50 не смогла преодолеть предварительный квалификационный этап.
За выдающиеся спортивные достижения удостоена почётного звания «Мастер спорта России международного класса».
После завершения спортивной карьеры работала тренером по бегу в Перми.